# سامورایی جوان
سامورایی جوان (انگلیسی: Young Samurai) مجموعه‌ای از هنرهای رزمی/داستان‌های اکشن-ماجراجویی نوشته کریس بردفورد است که در قرن هفدهم ژاپن دوره ادو داستان‌های یک پسر انگلیسی به نام جک فلچر را دنبال می‌کند که در تلاش برای تبدیل شدن به اولین سامورایی گایجین (غیرژاپنی-خارجی) است.
اولین کتاب سامورایی جوان، راه جنگجو، توسط پافین در سال ۲۰۰۸ منتشر شد. دیزنی حقوق انتشار ایالات متحده را در همان سال خرید و کتاب را در اوایل مارس ۲۰۰۹ منتشر کرد. در زمان انتشار در بریتانیا، سریال سامورایی جوان به بیش از ۱۶ منطقه مختلف فروخته شده‌است. حقوق تلویزیون و فیلم توسط کولابی به دست آمده‌است.